# ウチはおおきい
『ウチはおおきい』は、ざらによる日本の4コマ漫画作品。『good!アフタヌーン』（講談社）誌上にて、 vol.3よりvol.15まで連載された。単行本は全1巻。
アパートのウチワ荘を舞台に、ハイスペック失業者・ひきこもり高校生大家・多重留年大学生らの生活を描く4コマ漫画。

## 登場人物
大黒梁
エリート一直線の人生の筈が、新卒での就職後に突然の失業で作中一番の苦労人になってしまった。
苦労する描写が多いものの、スキル自体は高く、作中でも万能キャラに近い立ち位置で描かれている。
在学中に国家公務員I種や司法試験にも受かるなどしており、それ以外にもジャンルを問わず無数に資格を保有している。
元々ウチワ荘の住人だったが、失業のため社員寮を追い出され、再びウチワ荘に戻って来るところから本作は始まる。
就活を続け、時々派遣の仕事を見つけるもブラック派遣先などに当たることも多く、長く続くことはない。
春日井カナエ
ウチワ荘の大家の孫で、入院中の大家に代わって、現在その代理を務めている。
高校生ではあるが、登校拒否児。というのも、入る筈だった高校が入学直前に経営破綻し、救済措置により現在の高校に進学する事になった為。
作中で登校するようにはなったものの、大家代理は続けている。
茅葺芽依
リョウと同じ大学の友人だった。後輩かつ同級生かつ先輩。
非常にお嬢様だが、大学での留年を繰り返した結果、家を追い出されウチワ荘に入った。
常識に欠けているものの、作中最も多種多様な知識（主に悪知恵）を持っており、その知識と行動力でニートライフをエンジョイしている。
但馬ハル
ウチワ荘の住人で、おでんの屋台をしている褐色の肌の女性。国籍は不明。
日本語を喋ることが出来るが、読む事はほとんど出来ない。ただし、おでんの具は漢字で読める。
大工のお爺さん
作中のメインキャラとしては唯一の男性で、ウチワ荘の住人の76歳の大工。
ウチワ荘を改築したのもこの人で、序盤でウチワ荘の床が抜けた際もこの人が修理を行った。
樋口かまち
若くして起業したリョウの元同級生。
リョウとは在学中に同じゼミで憧れを持っており、会社もリョウのために起業した。会社は携帯電話のゲームを作っている。
リョウに対し百合的な感情を抱いている。

## 単行本
- ざら『ウチはおおきい』 講談社、全1巻
  1. 第1巻 （2011年4月7日発行） ISBN 978-4-06-310743-2